# 2-Chlorpropan
2-Chlorpropan ist eine organisch-chemische Verbindung aus der Gruppe der Chlorkohlenwasserstoffe (CKW).

## Gewinnung und Darstellung
2-Chlorpropan kann durch Chlorierung von Propan erhalten werden, wobei abhängig von der Temperatur zu großen Teilen auch 1-Chlorpropan entsteht.

## Eigenschaften
2-Chlorpropan ist eine sehr leicht flüchtige, farblose Flüssigkeit mit chloroformartigem Geruch. Im Gegensatz zu vielen Halogenalkanen besitzt es eine geringere Dichte als Wasser. Die Substanz (im Präparat JPC) wurde als Narkotikum bei kleineren Eingriffen und zur Schmerzbetäubung bei der Geburt eingesetzt.

### Thermodynamische Eigenschaften
Die Dampfdruckfunktion ergibt sich nach Antoine entsprechend log10(P) = A−(B/(T+C)) (P in bar, T in K) mit A = 3,81944, B = 1022,222 und C = −41,619 im Temperaturbereich von 194,3 bis 309,7 K.
| Eigenschaft               | Typ                | Wert [Einheit]                    | Bemerkungen                |
| ------------------------- | ------------------ | --------------------------------- | -------------------------- |
| Verbrennungsenthalpie     | ΔfH0liquid ΔfH0gas | −2028,4 kJ·mol−1 −2059,6 kJ·mol−1 |                            |
| Standardbildungsenthalpie | ΔcH0liquid         | −145,0 kJ·mol−1                   |                            |
| Kritische Temperatur      | Tc                 | 489 K                             |                            |
| Kritischer Druck          | pc                 | 45,4 bar                          |                            |
| Kritisches Volumen        | Vc                 | 0,247 l·mol−1                     |                            |
| Kritische Dichte          | ρc                 | 0,318 g·ml−1                      |                            |
| Azentrischer Faktor       | ωc                 | 0,199                             |                            |
| Schmelzenthalpie          | ΔfusH              | 7,39 J·mol−1·                     | am Schmelzpunkt            |
| Verdampfungsenthalpie     | ΔVH                | 27,2 kJ·mol−1                     | beim Normaldrucksiedepunkt |

Die Temperaturabhängigkeit der Verdampfungsenthalpie lässt sich entsprechend der vereinfachten Watsongleichung ΔVH=A·(1−Tr)n (ΔVH in kJ/mol, Tr =(T/Tc) reduzierte Temperatur) mit A = 40,56 kJ/mol, n = 0,419 und Tc = 489,0 K im Temperaturbereich zwischen 156 K und 489 K beschreiben.

### Sicherheitstechnische Kenngrößen
2-Chlorpropan bildet leicht entzündliche Dampf-Luft-Gemische. Die Verbindung hat einen Flammpunkt unterhalb von −36 °C. Der Explosionsbereich liegt zwischen 2,8 Vol.‑% (90 g/m3) als untere Explosionsgrenze (UEG) und 10,7 Vol.‑% (350 g/m3) als obere Explosionsgrenze (OEG). Die Grenzspaltweite wurde mit 1,32 mm (50 °C) bestimmt. Es resultiert damit eine Zuordnung in die Explosionsgruppe IIA. Mit einer Mindestzündenergie von 1,08 mJ sind Dampf-Luft-Gemische extrem zündfähig. Die Zündtemperatur beträgt 590 °C. Der Stoff fällt somit in die Temperaturklasse T1.